# 全叶细莴苣
全叶细莴苣（学名：Stenoseris tenuis）为菊科细莴苣属下的一个种。

## 扩展阅读
- 維基物種上的相關：全叶细莴苣